# Pāvilosta (novads)
Pāvilosta (łot.: Pāvilostas novads) – jeden z łotewskich novadsów, funkcjonujący w latach 2009–2021.

## Historia
Novads powstało na terenach należących przed 2009 do rejonu Lipawa.
W skład novadsu wchodziło miasto Pāvilosta oraz dwa pagastsy: Saka i Vērgale. Jego stolicą zostało miasto Pāvilosta.
Zlikwidowany w ramach reformy administracyjnej 30 czerwca 2021. Wszedł w całości w skład nowego novadsu Kurlandia Południowa.